# Hiromi Kojima (Fußballspieler, 1989)
Hiromi Kojima (japanisch 小島 弘已 Kojima Hiromi; * 27. Oktober 1989 in der Präfektur Gifu) ist ein ehemaliger japanischer Fußballspieler.

## Karriere
Kojima erlernte das Fußballspielen in der Schulmannschaft der Yokkaichi Chuo Technical High School. Seinen ersten Vertrag unterschrieb er 2008 bei FC Gifu. Der Verein spielte in der zweithöchsten Liga des Landes, der J2 League. Für den Verein absolvierte er fünf Ligaspiele. 2009 wechselte er zum Drittligisten FC Kariya. Ende 2009 beendete er seine Karriere als Fußballspieler.